# Національна інвестиційна рада України
Національна інвестиційна рада України — це консультативно-дорадчий орган при Президентові України.

## Статус
Її діяльність регулюється Указом Президента України від 29.08.2016 № 365/2016 та відповідним Положенням.

## Основні завдання Ради
- Розробка пропозицій щодо стимулювання та розвитку інвестиційної діяльності в Україні, формування привабливого інвестиційного іміджу України з урахуванням найкращих міжнародних практик
- Сприяння формуванню основних напрямів державної політики щодо поліпшення інвестиційного клімату в Україні
- Напрацювання пропозицій щодо стратегічних напрямів розвитку інвестиційного потенціалу України, стимулювання іноземних та національних інвестицій в розвиток економіки держави
- Вивчення ініціатив та потенційних пропозицій щодо інвестиційних проектів, а також практики взаємодії суб'єктів інвестиційної діяльності з державними органами
- Аналіз та узагальнення проблем, які перешкоджають інвестуванню в економіку України, підготовка пропозицій щодо шляхів їх вирішення, зокрема, щодо заходів зі сприяння захисту прав інвесторів
- Участь в опрацюванні проектів законодавчих актів з питань інвестиційної діяльності.

## Склад Національної інвестиційної ради
Персональний склад Національної Інвестиційної Ради затверджений Указом Президента України від 27 вересня 2021 року №488/2021
Україну в Національній Інвестиційній Раді представляють:
- Зеленський Володимир Олександрович, Президент України, Голова Ради
- Янченко Галина Ігорівна, народний депутат України, заступник голови депутатської фракції ПОЛІТИЧНОЇ ПАРТІЇ «СЛУГА НАРОДУ», секретар[1] Ради
- Арахамія Давид Георгійович, народний депутат України, голова депутатської фракції ПОЛІТИЧНОЇ ПАРТІЇ "СЛУГА НАРОДУ"
- Шмигаль Денис Анатолійович, Прем'єр-міністр України
- Єрмак Андрій Борисович, Керівник Офісу Президента України
- Жовква Ігор Іванович, Заступник Керівника Офісу Президента України
- Свириденко Юлія Анатоліївна, Заступник Керівника Офісу Президента України, заступник секретаря Ради
- Кубраков Олександр Миколайович - Міністр інфраструктури України
- Малюська Денис Леонтійович, Міністр юстиції України
- Марченко Сергій Михайлович - Міністр фінансів України
- Любченко Олексій Миколайович - Перший віце-прем'єр-міністр України - Міністр економіки України
- Разумков Дмитро Олександрович, Голова Верховної Ради України (за згодою)
- Шевченко Кирило Євгенович - Голова Національного банку України
- Устенко Олег Леонідович, Радник Президента України

До складу Національної інвестиційної ради також входять топ-менеджери провідних міжнародних компаній, що вже інвестували в Україні або планують інвестиції. Серед них:
- ArcelorMittal
- Bunge
- Cargill
- CITI
- DP World
- Engie
- General Electric
- Holtec International
- Huawei
- Louis Dreyfus Company
- Marubeni Corporation
- METRO
- Posco Daewoo
- PGNiG S.A.
- Rakuten
- Socar
- Sumitomo Corporation
- Turkcell
- Unilever
- Vitol
- VEON Limited
- Європейський банк реконструкції та розвитку
- Міжнародна фінансова корпорація

## Засідання Ради
Перше засідання Національної інвестиційної ради відбулось на 25 травня 2018 року.
У 2020 році перше засідання Національної інвестиційної ради відбулось 22 січня 2020 року у Давосі.